# Дніпродзержинська виправна колонія № 34
Кам'янська виправна колонія  — виправна колонія управління Державної пенітенціарної служби України у Дніпропетровській області № 34.

## Історія колонії
У 1949 році, після репатріації військовополонених, які працювали на відбудові зруйнованого металургійного комбінату імені Дзержинського, майже на території комбінату була розміщена жіноча виправна колонія, яка в той час мала назву — табірне відділення ОІТК УВС Дніпропетровського облвиконкому і розташовувалася у довгих, невисоких бараках — дерев'яних або каркасно-засипних, без будь-яких побутових зручностей. Оскільки в таких умовах перебувало більше двох тисяч жінок, керівництвом МВС СРСР було прийнято рішення про будівництво нової колонії для жінок.
Масштабна розбудова розпочалась у 1987 р. осторонь від міста, біля траси «Дніпропетровськ-Київ», а вже 10 жовтня 1992 року нова колонія почала функціонувати.

## Сучасний стан
Наказом ДДУПВП від 29 листопада 2005 року установу виконання покарань перейменовано на Дніпродзержинську виправну колонію мінімального рівня безпеки із загальними умовами тримання, де відбувають покарання жінки, засуджені вперше до позбавлення волі за злочини невеликої та середньої тяжкості, тяжкі та особливо тяжкі злочини.
У різні роки установу очолювали:
І. П. Трунов, О. П. Шашков, Є. М. Воловод, 3. Ф. Квашина, Л. І. Теселкіна, Л. О. Міцик (Котович).
На даний час її очолює Боброва Ірина Юріївна.

## Адреса
м. Кам'янське, Дніпропетровська область, вул. Михайла Грушевського, 214

https://web.archive.org/web/20130523201412/http://dvk34.org.ua/